# Inselkanal
L'Inselkanal (trad.: canal de l'illa) és un antic meandre del riu Alster al barri d'Alsterdorf a Hamburg (Alemanya), canalitzat entre 1913-1918 quan va rectificar-se l'Alster, per a eixamplar les zones habitables i crear una cadena de parcs i de senders verds.
El canal curtet ja no té cap paper econòmic i només atreu els navegadors de canoes. Els marges del canal van integrar-se als patís privats de les vil·les que l'envolten i no són pas accessibles. Segons la llei sobre la classificació de les aigües superiors de l'estat d'Hamburg, és un curs d'aigua de primera categoria.

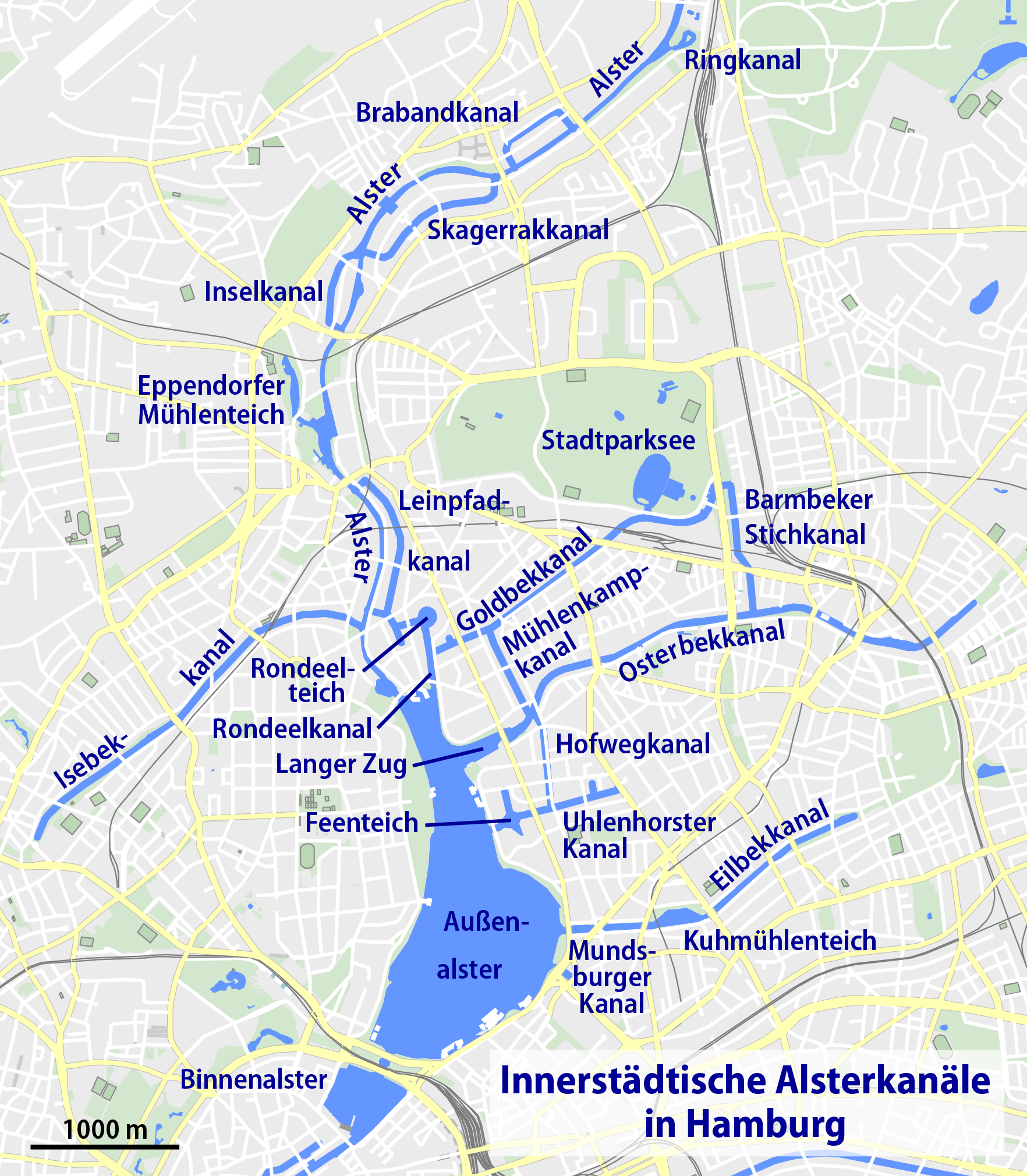
Mapa dels canals centrals d'Hamburg
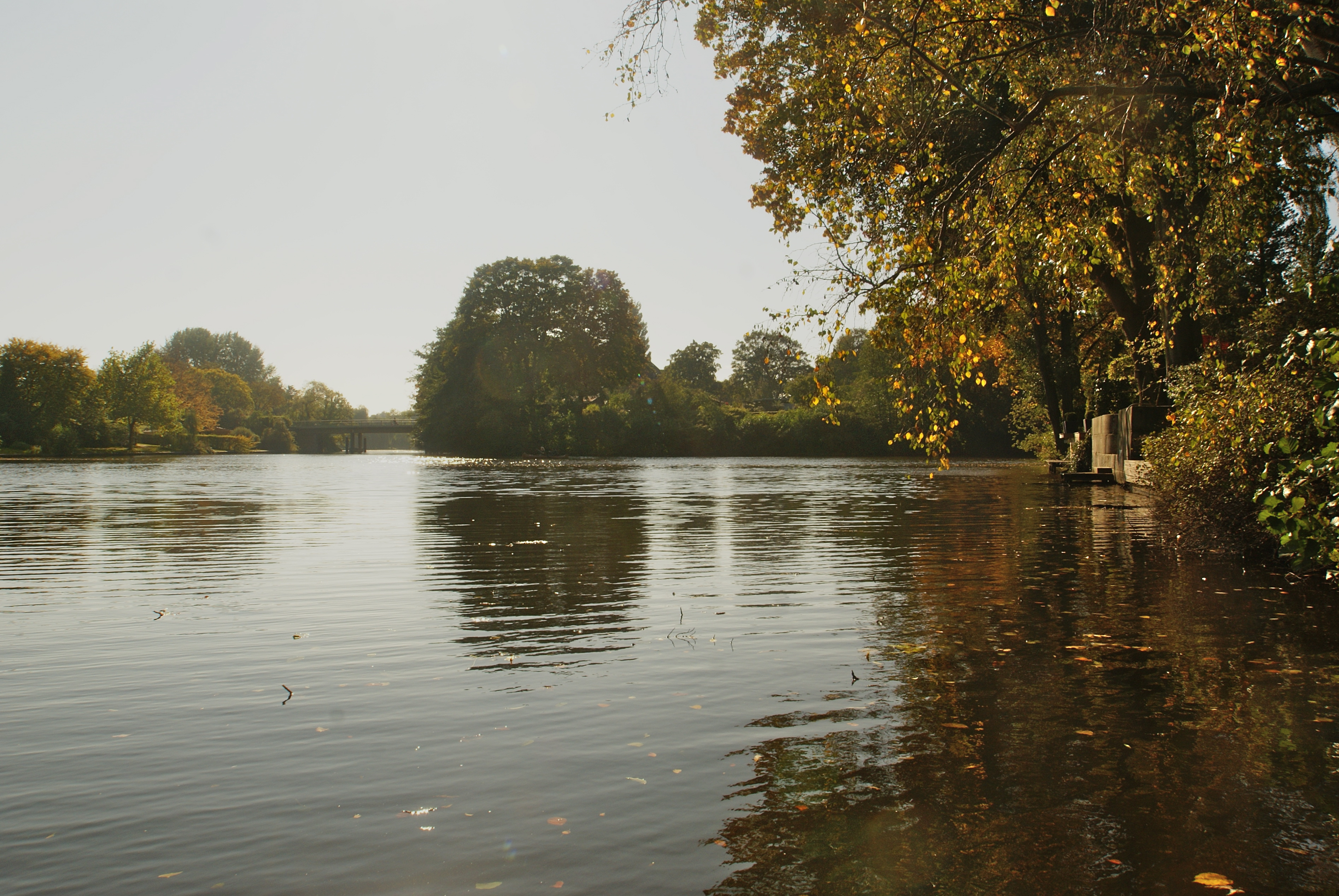
L'Alster a l'esquerra i l'Inselkanal a la dreta
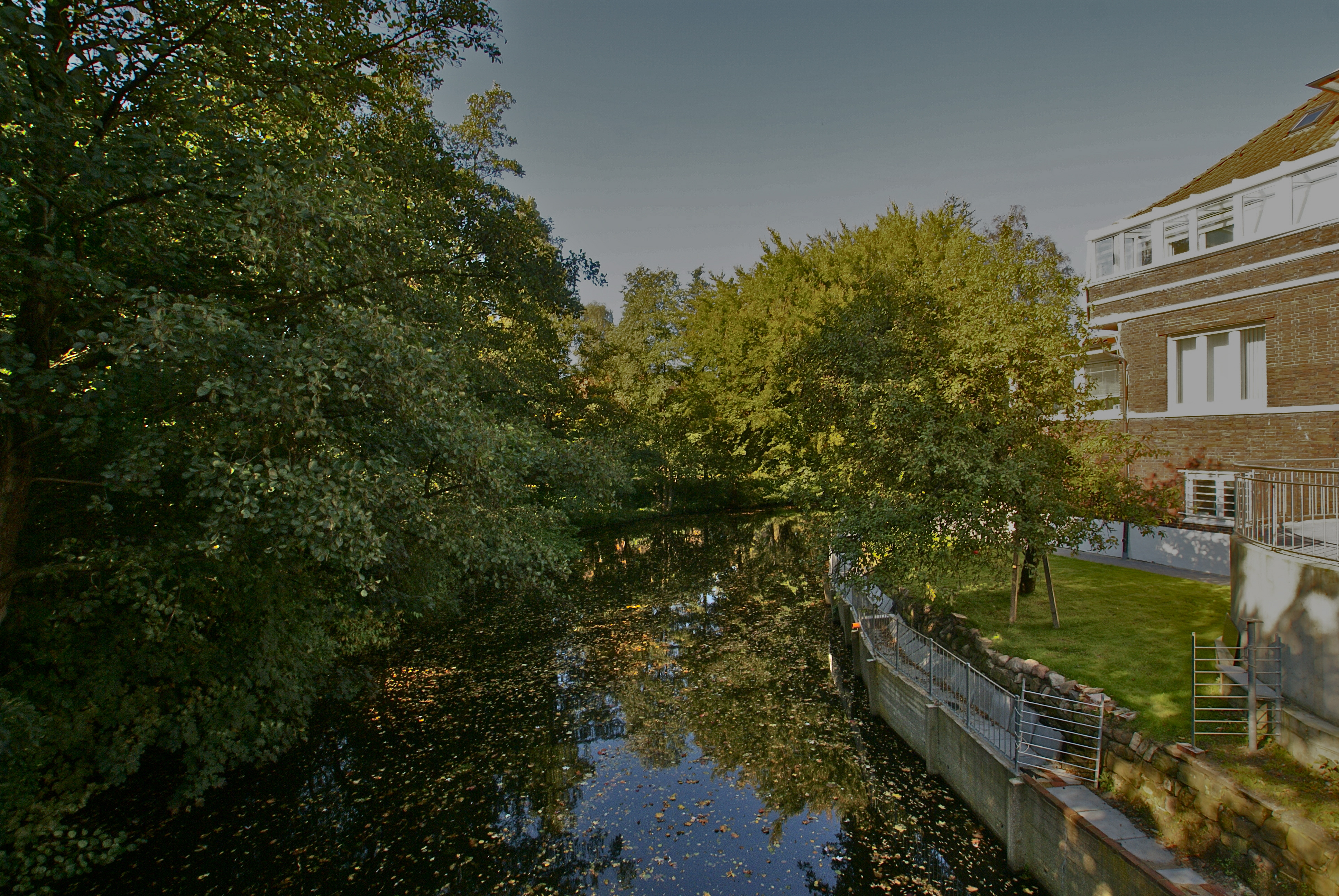
El canal: cases i natura
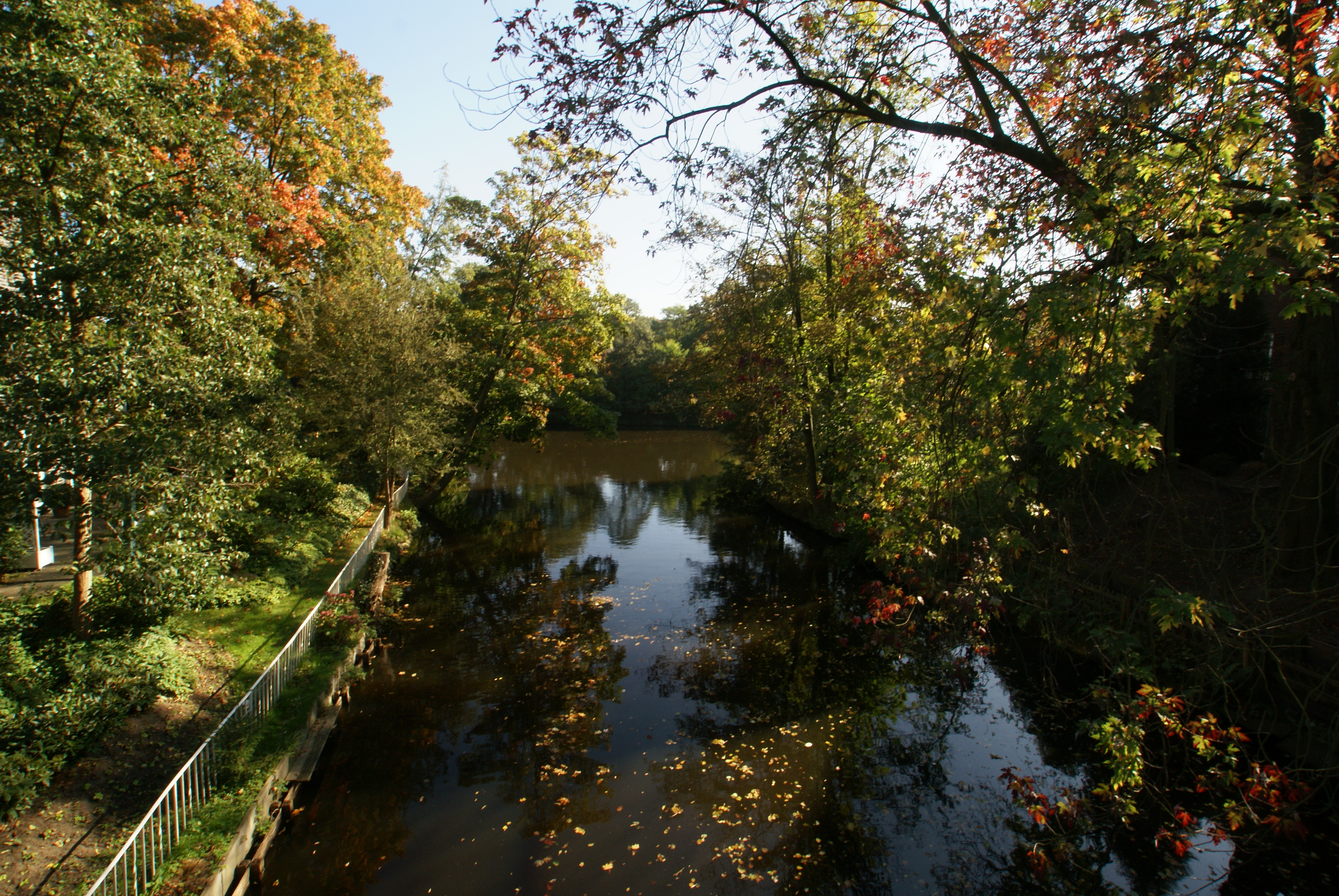
El canal en direcció de la confluència meridional amb el riu Alster